# 弗賴斯靈山
47°51′44″N 14°53′29″E / 47.862183°N 14.891439°E

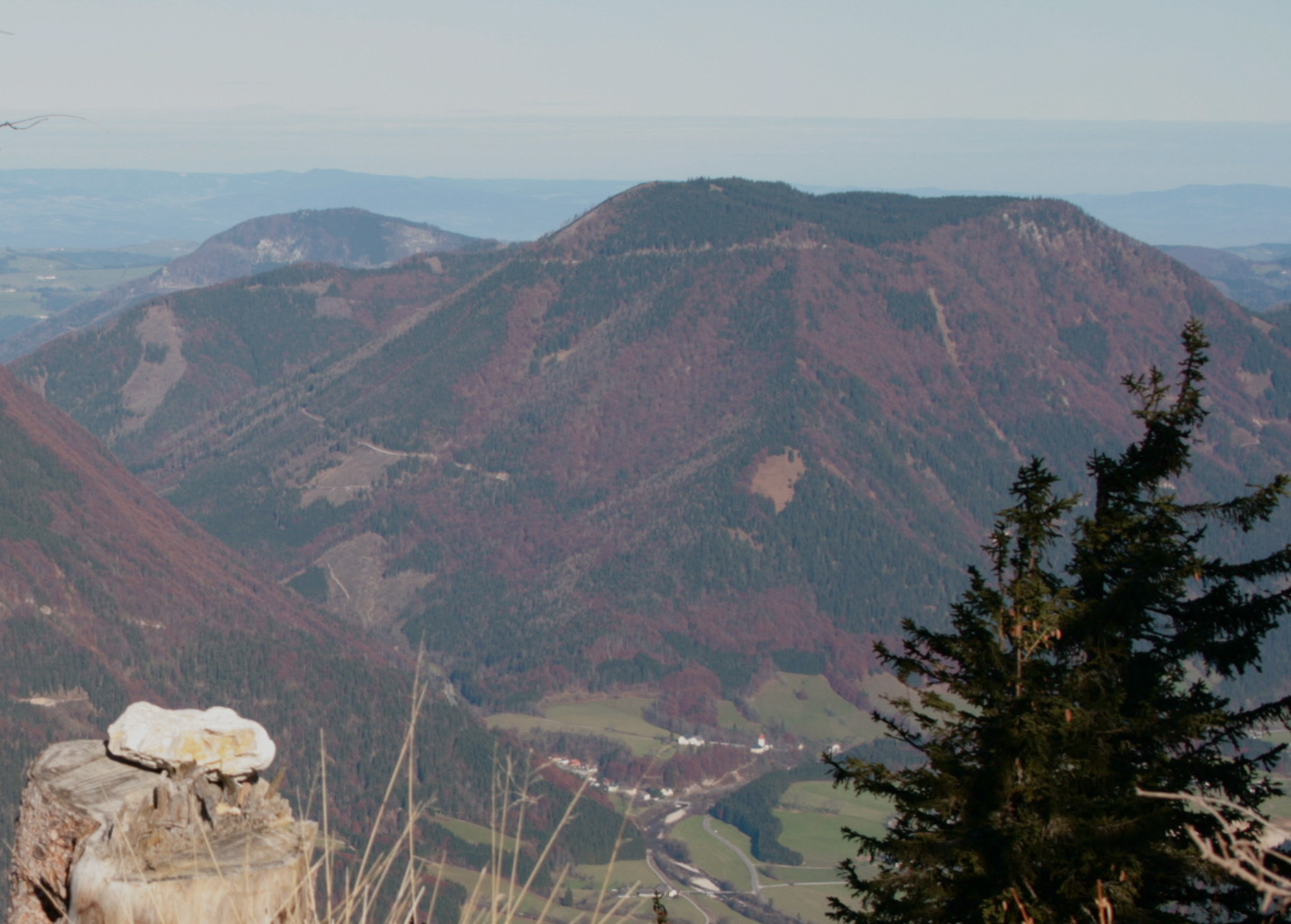

弗賴斯靈山（德語：Friesling），是奧地利的山峰，位於該國東北部，由下奧地利州負責管轄，屬於伊布斯阿爾卑斯山脈的一部分，距離奧伊斯貝格山3.5公里，海拔高度1,340米，每年平均降雨量1,513毫米。